# Отрадное (Оленинский район)
Отрадное — деревня в Оленинском муниципальном округе Тверской области, до  2019 года входила в состав Молодотудского сельского поселения.

## История
В конце XIX — начале XX века деревня Каловка входила в состав Бурцевской волости Ржевского уезда Тверской губернии. 
С 1929 года деревня входила в состав Линьковского сельсовета Молодотудского района Ржевского округа Московской области, с 1935 года — в составе Калининской области, с 1958 года — в составе Ржевского района, с 1994 года — центр Отрадновского сельского округа, с 2005 года — в составе Молодотудского сельского поселения, с 2019 года — в составе Оленинского муниципального округа.
В 1966 году указом президиума ВС РСФСР деревня Каловка переименована в Отрадное
.
В годы Советской власти в деревне располагалась центральная усадьба совхоза «Линьковский».
До 2011 года в деревне действовала Отрадновская основная общеобразовательная школа.

## Население
| 1859 | 1883 | 1920 | 1997 | 2002 | 2010 |
| ---- | ---- | ---- | ---- | ---- | ---- |
| 101  | ↗124 | ↗165 | ↘150 | ↘120 | ↘115 |

## Инфраструктура
В деревне имеются клуб, отделение почтовой связи.